# Natalia Saseta
Natalia Elizabeth Saseta (San Fernando del Valle de Catamarca, 4 de octubre de 1992) es una política argentina que desde el 10 de diciembre de 2019 se desempeña como diputada provincial en la Cámara de Diputados de la Provincia de Catamarca.

## Biografía
Natalia es una dirigente política de la Provincia de Catamarca. Empezó a militar en el PRO a los 18 años cuando aún eran muy pocos los adeptos en la provincia.
En 2016 fue electa presidente de la Juventud del PRO, más conocida como Jóvenes PRO en la provincia de Catamarca.
En 2019, Natalia fue la segunda candidata a diputada provincial por el frente Juntos por el Cambio que llevaba como cabeza de lista al intendente de Andalgalá y presidente de la UCR catamarqueña, Alejandro Páez. El 27 de octubre de 2019 Saseta fue elegida como diputada provincial para el mandato 2019-2023 tras haber obtenido la lista que integraba un total de 72719 votos que significaron un total de siete de las veinte bancas en juego.
Juró como diputada el 10 de diciembre de 2019 y conformó el bloque PRO junto al diputado Cesarini, presidente del partido en la provincia evitando meterse en la interna radical que fue en bloques separados ante la imposibilidad de conciliar una postura. Durante su mandato como diputada provincial buscó que la educación sea declarada como servicio esencial, tras la polémica por la decisión del gobierno nacional de no permitir las clases presenciales durante la pandemia de COVID-19. También presentó un proyecto para prohibir la venta de bebidas en botellas de vidrios en eventos de concurrencia masiva ante la práctica extendida de convertir dichos objetos en armas punzantes para pelear en grescas. Saseta es parte de las comisiones de peticiones y poderes, legislación general, cultura y educación y derechos humanos.
Durante el desempeño de su mandato fue reconocida por su pelea contra las autoridades de la Cámara de Diputados de la Provincia de Catamarca por la capacitación de la Ley Micaela. Saseta denunció la ideologización de la capacitación ya que entre los contenidos se enseñaba que el machismo surge del capitalismo y dentro de las consignas se requería "traducir" un texto legislativo a "lenguaje inclusivo". Saseta fue blanco de críticas por los sectores de izquierda pero defendida por quienes estaban en contra de la imposición de un lenguaje distinto.
Natalia también fue acusada por delitos de exancion pública y corrupción por la retención de una parte del sueldo de un ex empleado suyo. Por su parte ella alego que fue víctima de una extorsión  en busca de un pago de doscientos mil pesos por su silencio. Saseta se negó y llevó el caso a la justicia. El denunciante afirmaba que la diputada le pedía devoluciones del sueldo, Saseta atribuyó la denuncia a las intenciones del joven de presidir la juventud del PRO comandada por ella en ese entonces. Finalmente el caso prosiguió en la justicia sin haber acuerdos monetarios, por su parte el juez de Garantías consideró que hay pruebas suficiente por lo cual pidió su desafuero a la Cámara de Diputados.Natalia Saseta a un paso de perder sus fueros
En marzo de 2020 fue oficializada como asambleísta del PRO a nivel nacional en representación de Catamarca. Siendo parte de la conducción nacional del partido junto a otras figuras como Humberto Schiavoni, expresidente del partido. A fines de ese año deja la conducción de la JPro catamarqueña tras las elecciones realizadas por la plataforma ZOOM en la cual resultó electo su vicepresidente, Facundo Miranda.
En el año 2023 Saseta busca la renovación de su banca presentándose en segundo término acompañando a Tiago Puente, el radical cabeza de lista. Dicha candidatura se dio en el marco de la candidatura presidencial de Horacio Rodríguez Larreta en binomio con Gerardo Morales y la candidatura del "lilito" Rubén Manzi a gobernador.